# Вольная борьба на летних Олимпийских играх 1928 — до 72 кг

Соревнования по вольной борьбе в рамках Олимпийских игр 1928 года в полусреднем весе (до 72килограмма) прошли в Антверпене 1 августа 1928 года в Power Sports Building.
Для участия в соревнованиях заявились 16 спортсменов из 12 стран. От каждой страны мог принять участие лишь один представитель, поэтому британец Гардинер, швед Петтерссон, швейцарцы Дюнке и Нойеншвандер в соревнованиях не участвовали; кроме того, заявившийся Ивар Юханссон решил сосредоточиться только на выступлении в греко-римской борьбе, таким образом титул разыгрывался между 11 борцами.
Крупных международных соревнований в вольной борьбе с олимпийских игр 1924 года не проводилось, поэтому фаворитов почти не было, за исключением Арво Хаависто, бронзового призёра предыдущей Олимпиады в лёгком весе. Он и выиграл Олимпийские игры, победив во всех встречах. Второй финалист Ллойд Эпплтон доказал свою силу, победив в турнире за второе место. Третье место завоевал выбывший в полуфинале канадец Морис Летчфорд.

## Призовые места
- Арво Хаависто
- Ллойд Эпплтон
- Морис Летчфорд

## Турнир за первое место
В левой колонке — победители встреч. Мелким шрифтом набраны те проигравшие, которых победители «ведут» за собой по турнирной таблице, с указанием турнира (небольшой медалью), право на участие в котором имеется у проигравшего.

### Первый круг
| Участник 1               | Участник 2       |
| ------------------------ | ---------------- |
| Ллойд Эпплтон Б. Кук     | Боб Кук          |
| Альфред Пракс Т. Томазос | Теофилос Томазос |
| Гиацинт Розен Й. Якобсен | Йоханнес Якобсен |

### Четвертьфинал
| Участник 1                                | Участник 2     |
| ----------------------------------------- | -------------- |
| Ллойд Эпплтон Б. Кук, А. Пракс Т. Томазос | Альфред Пракс  |
| Морис Летчфорд Гиацинт Розен Й. Якобсен   | Гиацинт Розен  |
| Жан Журлен Ф. Кезерманн                   | Фриц Кезерманн |
| Арво Хаависто Г. Моррис                   | Гэрри Моррис   |

### Полуфинал
| Участник 1                                                                       | Участник 2     |
| -------------------------------------------------------------------------------- | -------------- |
| Ллойд Эпплтон Б. Кук, М. Летчфорд А. Пракс, Гиацинт Розен Т. Томазос, Й. Якобсен | Морис Летчфорд |
| Арво Хаависто Г. Моррис, Ж. Журлин Ф. Кезерманн                                  | Жан Журлен     |

### Финал
| Участник 1                                                  | Участник 2                                                |
| ----------------------------------------------------------- | --------------------------------------------------------- |
| Арво Хаависто Г. Моррис, Ж. Журлин, Л. Эпплтон Ф. Кезерманн | Ллойд Эпплтон Б. Кук, М. Летчфорд Гиацинт Розен, А. Пракс |

## Турнир за второе место

### Встреча 1
| Участник 1                                   | Участник 2              |
| -------------------------------------------- | ----------------------- |
| Ллойд Эпплтон Б. Кук, М. Летчфорд, Ж. Журлин | Жан Журлен Ф. Кезерманн |

### Встреча 2
| Участник 1                                              | Участник 2   |
| ------------------------------------------------------- | ------------ |
| Ллойд Эпплтон Б. Кук, М. Летчфорд, Ж. Журлин, Г. Моррис | Гэрри Моррис |

## Турнир за третье место
| Участник 1     | Участник 2   |
| -------------- | ------------ |
| Морис Летчфорд | Боб Кук      |
| Жан Журлен     | Гэрри Моррис |
| Морис Летчфорд | Жан Журлен   |